# Milovan Mirošević
Milovan Petar Mirošević Albornoz (Santiago del Cile, 20 giugno 1980) è un ex calciatore cileno di origine croata, di ruolo centrocampista.

## Palmarès

### Club

#### Competizioni nazionali
- Campionato cileno: 2

Univ. Católica: 1997, 2002